# Anton Moses von Cziraky

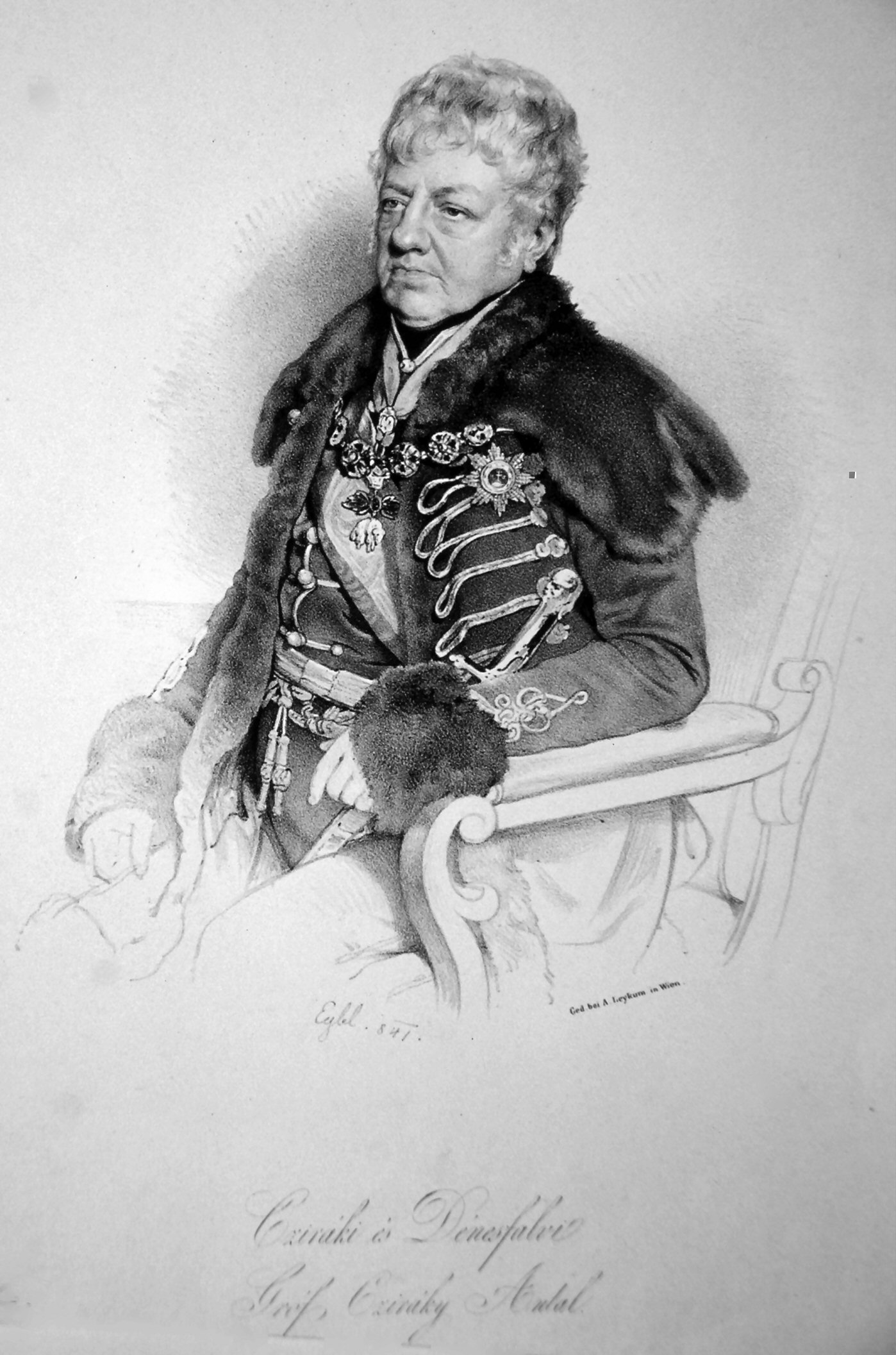
Anton Cziráki von Czirák und Denesfalva (1772–1852)

Graf Anton Moses Cziráky von Czirák und Denesfalva (auch: Cziráki, Sziráky * 8. September 1772 in Oedenburg; † 22. Februar 1852 in Preßburg) war österreichischer Staatsmann, Rechtshistoriker und Ritter des goldenen Vließes sowie Besitzer der Herrschaften Lovasberény, Dénesfa und Kenyéri.

## Herkunft
Seine Eltern waren Ladislaus II. Cziráky von Czirák  († 18. März 1776) und dessen zweite Ehefrau die Gräfin Juliana Zichy de Vasonykeö († 14. April 1752).

## Leben
Cziráky erhielt eine sorgfältige Ausbildung und studierte in Tyrnau, Preßburg und Pest. Er machte seine klassischen und staatswissenschaftlichen Studien auch bis ins hohe Alter. Er ging in den österreichischen Staatsdienst, wo er sich wegen seiner Unparteilichkeit und Rechtsstaatlichkeit einen guten Ruf erwarb. Auch machte er sich als Schriftsteller einen Namen. Er galt als streng monarchisch und war Vertrauter des Kaisers Franz.
1792 wurde er zunächst königlicher Kämmerer, 1800 wurde er zum Rat bei der ungarischen Statthalterei und 1808 zum Rat der ungarischen Hofkanzlei ernannt. 1817 wurde er Vizepräsident der Hofkammer. Im gleichen Jahr ernannt ihn der Kaiser zum Mitglied in der Hungersnot-Kommission, die die Hilfe gegen die Hungersnot von 1817 organisierte und so vielen das Leben rette. Von 1819 bis 1820 war er in Siebenbürgen mit der Dokumentation der Besitzrechte beauftragt. Selbst seine Gegner mussten seine Leistungen anerkennen. Im Jahr 1827 wurde er vom Kaiser zum Reichsoberrichter ernannt. Außerdem wurde er mit der Leitung des Weißenburger Komitates beauftragt und 1828 zum Präsidenten der Universität Pest ernannt. Dort wurde er auch als lateinischer Redner bekannt. Nach den Unruhen von 1848 zog er sich nach Preßburg zurück.
Er erhielt vom Kaiser 1836 den Orden vom Goldenen Vließ (Nr. 916) und das Großkreuz des St. Stephansordens.

## Familie
Cziráky heiratete am 16. Oktober 1794 die Gräfin Julie von Illésházy († 24. April 1814), Schwester von Stephan Illésházy.
Nach dem Tod seiner ersten Frau heiratete er am 14. Januar 1816 die Gräfin Maria von Batthyány de Német-Ujvar (* 10. April 1783; † 31. März 1840).
Aus der Ehe entstammte Johann (* 29. Dezember 1818; † 9. Februar 1884), k. k. Kämmerer, Geheimer Rat, Doktor der Rechte, Präsident des Distriktual-Obergerichts in Pest verheiratet mit der Gräfin Louise Elisabeth Katharina Dezasse de Petit-Verneuil (* 27. Nov. 1821; † 6. Juni 1899).
Nachdem seine zweite Frau gestorben war, heiratete er am 18. Oktober 1843 die Freiin Karoline von Walterskirchen (* 4. Juni 1794; † 17. Dezember 1861) Witwe des k. k. Generalmajors Leopold von Ludwigsdorf († 21. Mai 1835).
Zwei weitere Kinder starben jung.

## Werke
- 1794, „Ordo hist. jur. civil. Hung.“
- 1820, „De modo acquirendi summum imperium in Hungaria“, archive.org
- 1854, „Conspectus juris publici regni Hungariae ad a. 1848. Historicis animadversionibus illustratus. II tomi“, archive.org